# Kim Dong-moon
Kim Dong-moon (kor. 김동문, ur. 22 września 1975) – południowokoreański badmintonista, mistrz olimpijski z Aten i Atlanty oraz srebrny z Sydney, trzykrotny mistrz świata, sześciokrotny mistrz Azji.
Na letnich igrzyskach olimpijskich w Atlancie zdobył złoto w grze mieszanej z Gil Young-ah. W finale pokonali swoich rodaków Park Joo-bong i Ra Kyung-min. Brał udział także w grze podwójnej, ale razem z Yoo Yong-sung nie zdołali pokonać pierwszych rywali. Cztery lata później w Sydney stanął na trzecim stopniu podium z Ha Tae-kwon w rywalizacji podwójnej. W grze mieszanej w parze z Ra Kyung-min odpadł w ćwierćfinale z późniejszymi mistrzami Zhang Jun i Gao Ling. W Atenach w 2004 roku ponownie sięgnął po złoto. Tym razem najlepszy okazał się w grze podwójnej razem z Ha Tae-kwon. W finale znów okazali się lepsi od swoich rodaków Lee Dong-soo i Yoo Yong-sung. W rywalizacji mieszanej w parze z Ra Kyung-min odpadł, jak przed czterema laty, w ćwierćfinale, ulegając Duńczykom Jonasowi Rasmussenowi i Rikke Olsen.